# Hawaiian de Kiku Morning Musume Single Collection
Albums de Morning Musume
4th Ikimasshoi!
(2002) No.5
(2003)
Singles
1. Morning Musume Single Medley ~Hawaiian~
Sortie : 26 juin 2002

Hawaiian de Kiku Morning Musume。Single Collection (ハワイアンで聴くモーニング娘。シングルコレクション) est un album de reprises de titres de Morning Musume, par Takagi Boo to Morning Musume, Coconuts Musume, Fujimoto Miki, Ishii Rika (高木ブーとモーニング娘。・ココナッツ娘。・藤本美貴・石井リカ).

## Présentation
L'album sort le 10 juillet 2002 au Japon sur le label Zetima, et atteint la 27e place du classement de l'oricon. Il contient des reprises de onze titres précédemment sortis en singles par Morning Musume et composés par Tsunku, ré-interprétés ici en "version hawaïenne" par le chanteur Boo Takagi, accompagné de chanteuses du Hello! Project : les membres d'alors des Morning Musume, Ayaka et Mika du groupe "hawaïen" Coconuts Musume, et les solistes Miki Fujimoto et Rika Ishii.
La dernière chanson de l'album, Morning Musume Single Medley ~Hawaiian~, un medley de huit des titres de l'album, était précédemment sortit en single le 26 juin 2002, et sortira également au format "single V" (VHS et DVD) le 24 juillet.

## Morning Musume
- 1er génération : Kaori Iida, Natsumi Abe
- 2e génération : Kei Yasuda, Mari Yaguchi
- 3e génération : Maki Goto
- 4e génération : Rika Ishikawa, Hitomi Yoshizawa, Nozomi Tsuji, Ai Kago
- 5e génération : Ai Takahashi, Asami Konno, Makoto Ogawa, Risa Niigaki

## Titres
| 1.  | Happy Summer Wedding (Hawaiian Version) (ハッピ-サマ-ウェディング) (...)      | Takagi, Morning M., Coconuts M., Fujimoto, Ishii |  |
| 2.  | Renai Revolution 21 (Hawaiian Version) (恋愛レボリューション21) (...)         | Morning Musume                                   |  |
| 3.  | Love Machine (Hawaiian Version) (LOVEマシン) (ハワイアン Version)             | Morning Musume                                   |  |
| 4.  | Manatsu no Kōsen (Hawaiian Version) (真夏の光線) (ハワイアン Version)         | Morning Musume                                   |  |
| 5.  | The Peace! (Hawaiian Version) (ザ☆ピ～ス！) (ハワイアン Version)              | Takagi, Morning M., Coconuts M., Fujimoto, Ishii |  |
| 6.  | Koi no Dance Site (Hawaiian Version) (恋のダンスサイト) (ハワイアン Version)  | Morning Musume                                   |  |
| 7.  | I Wish (Hawaiian Version) (I WISH) (ハワイアン Version)                       | Morning Musume                                   |  |
| 8.  | Summer Night Town (Hawaiian Version) (サマ-ナイトタウン) (ハワイアン Version) | Morning Musume                                   |  |
| 9.  | Morning Coffee (Hawaiian Version) (モ-ニングコ-ヒ-) (ハワイアン Version)      | Morning Musume                                   |  |
| 10. | Mr. Moonlight ~Ai no Big Band~ (Hawaiian Version) (…～愛のビッグバンド～)     | Takagi, Morning M., Coconuts M., Fujimoto, Ishii |  |
| 11. | Furusato (Hawaiian Album Version) (ふるさと) (ハワイアン・アルバム Version)   | Takagi, Morning M., Coconuts M., Fujimoto, Ishii |  |
| 12. | Morning Musume Single Medley ~Hawaiian~ (モーニング娘。シングルメドレー...)   | Morning Musume                                   |  |